# Kriminal (singolo)
Kriminal è un singolo del produttore discografico italiano Shablo, pubblicato il 9 aprile 2020.

## Descrizione
Il brano è stato realizzato con la partecipazione vocale dei rapper Gemitaiz, Samurai Jay e Guè.

## Video musicale
Il videoclip, diretto da OK Rocco, è stato pubblicato il 16 aprile 2020 sul canale YouTube di Shablo.

## Tracce
Testi di Davide De Luca, Gennaro Amatore e Cosimo Fini, musiche di Pablo Miguel Lombroni Capalbo e Ivonne Patantuono.
1. Kriminal (feat. Gemitaiz, Samurai Jay e Gué Pequeno) – 3:16